# Vicente Miera
Vicente Miera Campos (Nueva Montaña, Cantabria, 10 de mayo de 1940) es un exfutbolista y exentrenador español.

## Trayectoria

### Como futbolista
Empezó a jugar al fútbol en el Nueva Montaña en 1955, club del que pasó en 1957 a la S. D. Rayo Cantabria, filial del Real Racing Club de Santander. Jugó, siempre como lateral, en el primer equipo verdiblanco entre 1960 y 1961; llegó a disputar treinta y cuatro partidos en los que anotó un gol. La primera temporada compitió en Segunda División y la segunda en Primera División, consiguiendo la permanencia.
En 1961 fue contratado por el Real Madrid C. F., con el que jugó hasta 1969. De las ocho temporadas que militó en el equipo blanco ganó siete Ligas; además, formó parte del equipo yé-yé que se proclamó campeón de la sexta Copa de Europa en 1966. Su último equipo fue el Real Sporting de Gijón, donde consiguió un ascenso a Primera División en la temporada 1969-70 y dio por concluida su carrera en 1971.

### Como entrenador
Cuando dejó el fútbol en activo, preparó desde 1970 a la selección de fútbol de Cantabria, al U. P. Langreo, al Real Oviedo y al Real Sporting de Gijón. En 1984, fue nombrado ayudante del seleccionador de la selección de fútbol de España, Miguel Muñoz, consiguiendo ese año el subcampeonato de la Eurocopa, disputada en Francia. También, en 1986, asistió al Mundial de México como ayudante de Muñoz. En el verano dejó el equipo nacional al ser contratado como entrenador por el Club Atlético de Madrid.
En el Atlético de Madrid estuvo una temporada, ya que en 1987 firmó un contrato como técnico del Real Oviedo, equipo que militaba en la Segunda División y con el que consiguió el ascenso. Su estancia en Asturias se prolongó hasta el final de la temporada 1988-89, cuando lo sustituyó Javier Irureta. Posteriormente dirigió al recién ascendido C. D. Tenerife en la temporada 1989-90, pero no completó la temporada por los malos resultados.
El 24 de mayo de 1991 sucedió a Luis Suárez al frente del equipo nacional. Su debut como seleccionador se produjo el 4 de septiembre de 1991 en un partido que enfrentó a España con Uruguay. Como entrenador de la selección, no consiguió clasificar a España para la Eurocopa 1992. El 12 de junio fue sustituido como seleccionador absoluto por Javier Clemente, pasando a ocuparse de la dirección de la selección olímpica desde el 1 de julio. Con este último equipo consiguió el 8 de agosto de 1992 la medalla de oro en los Juegos Olímpicos de Barcelona, tras derrotar en la final a Polonia por 3-2.
Entre 1994 y 1996 volvió al Racing y dirigió al primer equipo cántabro en Primera División, destacando el 5-0 al F. C. Barcelona dirigido por Johan Cruyff y el 3-1 al Real Madrid C. F., ambos en 1995.

## Clubes

### Como futbolista
| Equipo                        | País   | Año       |
| ----------------------------- | ------ | --------- |
| S. D. Rayo Cantabria          | España | 1957-1960 |
| Real Racing Club de Santander | España | 1960-1961 |
| Real Madrid C. F.             | España | 1961-1969 |
| Real Sporting de Gijón        | España | 1969-1971 |

### Como entrenador
| Equipo                        | País   | Año       |
| ----------------------------- | ------ | --------- |
| U. P. Langreo                 | España | 1973-1974 |
| Real Oviedo                   | España | 1974-1976 |
| Real Sporting de Gijón        | España | 1976-1979 |
| R. C. D. Español              | España | 1979-1980 |
| Real Sporting de Gijón        | España | 1980-1982 |
| Club Atlético de Madrid       | España | 1986-1987 |
| Real Oviedo                   | España | 1987-1989 |
| C. D. Tenerife                | España | 1989-1990 |
| Selección española            | España | 1991-1992 |
| Real Racing Club de Santander | España | 1994-1996 |
| R. C. D. Espanyol             | España | 1996-1997 |
| Sevilla F. C.                 | España | 1997      |

## Palmarés

### Como futbolista

#### Campeonatos nacionales
| Título                | Club              | País   | Año  |
| --------------------- | ----------------- | ------ | ---- |
| Liga española         | Real Madrid C. F. | España | 1962 |
| Copa del Generalísimo | Real Madrid C. F. | España | 1962 |
| Liga española         | Real Madrid C. F. | España | 1963 |
| Liga española         | Real Madrid C. F. | España | 1964 |
| Liga española         | Real Madrid C. F. | España | 1965 |
| Liga española         | Real Madrid C. F. | España | 1967 |
| Liga española         | Real Madrid C. F. | España | 1968 |
| Liga española         | Real Madrid C. F. | España | 1969 |

#### Copas internacionales
| Título         | Club              | País               | Año  |
| -------------- | ----------------- | ------------------ | ---- |
| Copa de Europa | Real Madrid C. F. | Bruselas (Bélgica) | 1966 |

### Como entrenador
| Título               | Club               | País               | Año  |
| -------------------- | ------------------ | ------------------ | ---- |
| Oro Juegos olímpicos | Selección española | Barcelona (España) | 1992 |